# Misil antirradiación

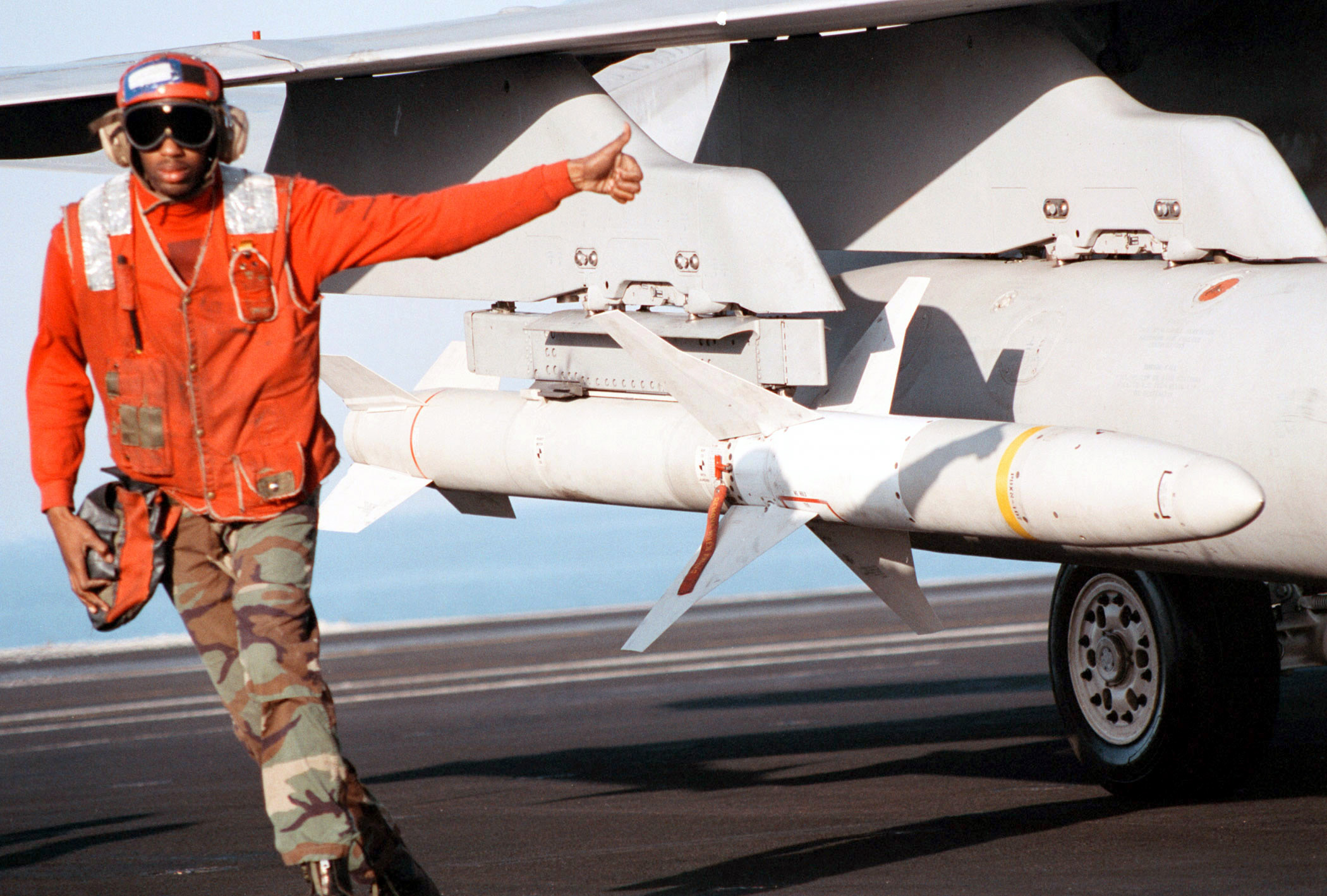
Un AGM-88 HARM en un F/A-18C Hornet de la Armada de los Estados Unidos.

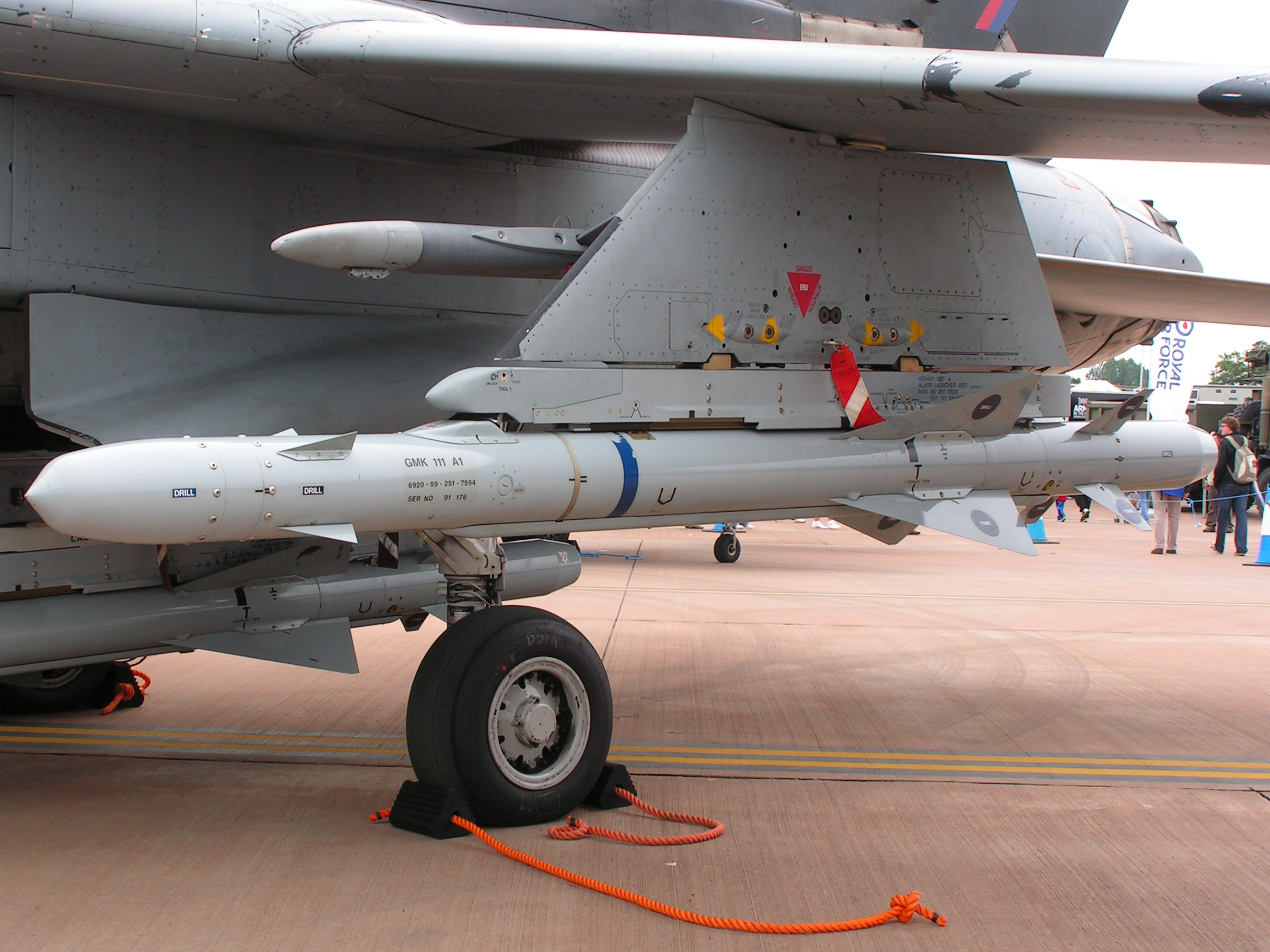
Un MBDA ALARM bajo la ala de un Panavia Tornado.

Un misil antirradiación o antirradar, también conocido por las siglas ARM (del inglés Anti-Radiation Missile o Anti-Radar Missile), es un misil que está diseñado para detectar y dirigirse hacia una fuente de emisión de radio enemiga. Normalmente están diseñados para usarse contra un radar enemigo, aunque de esta manera también se pueden atacar transmisores interferidores e incluso radios usadas para comunicaciones.
El primer misil antirradiación conocido fue una variante del Blohm & Voss BV 246.

## Historia
Dado que los aparatos de radar transmiten señales electromagnéticas en determinadas bandas son vulnerables a contramedidas electrónicas y este mismo principio llevó a crear los misiles antirradiación. De hecho, una buena parte de los importantes avances desde la Segunda Guerra Mundial en las técnicas de guerra electrónica responden a esta situación. Cuando los misiles tierra-aire ganaron en efectividad y se convirtieron en una amenaza a tener en cuenta se desarrollaron los misiles antirradiación para atacar los asentamientos radar del adversario. Los misiles antirradiación usan como guía la propia señal del emisor. Los modelos modernos son capaces de orientarse con radares que usan salto de frecuencia o que interrumpan su emisión, esto último gracias a su sistema de navegación.
Casi todos los misiles antirradiación (ARM, por sus siglas en inglés) se han creado para su uso desde aviones contra radares terrestres. Normalmente lo emplean en misiones especiales denominadas en inglés Suppression of Enemy Air Defenses (SEAD). En Estados Unidos, la Fuerza Aérea creó unidades especializadas a las que denominó "Wild Weasels". Estos misiles se destinan a degradar la eficacia de la defensa aérea en los inicios de una guerra, reduciendo las pérdidas de los aviones que integran las oleadas de ataque. Se emplean para atacar emplazamientos de misiles superficie-aire (SAM), o como mínimo obligar a que estos desconecten sus radares y por tanto no puedan disparar. Muchas veces la escolta SEAD también emplea bombas cluster, para asegurar no solo la destrucción del radar por el misil ARM sino también la de todas las lanzaderas y misiles del emplazamiento SAM, su centro de mando y resto de componentes físicos y personal.
Los primeros ARM, como el AGM-45 Shrike solo eran capaces de detectar la fuente de emisiones y dirigirse contra ella para que su cabeza explosiva detonase. Era un avance pero al operador de radar le bastaba con apagarlo, o encender todos los aparatos radar posibles para que la sobreabundancia de objetivos anulara la capacidad del misil de orientarse. Otra de las limitaciones del misil AGM-45 Shrike era que si el enemigo cambiaba la frecuencia de la emisión también perdía el curso, lo obligó a diseñar diferentes variantes con diferentes sintonías de radar para cada objetivo por lo que, para asegurar el éxito de la misión, era imprescindible conocer previamente el tipo de emisión. 
. Los operadores de radar de los SAM vietnamitas (inicialmente rusos y posteriormente solo vietnamitas) pronto aprendieron que lo mejor ante la amenaza de misiles AGM era apagar su radar cuando detectaban un disparo. Posteriormente lo encendían de nuevo y volvían a operar. Este defecto era conocido y en EE. UU. se había estado trabajando en misiles más avanzados como el AGM-78 Standard ARM, y posteriormente en los AGM-122 Sidearm y AGM-88 HARM. Estos cuentan con un sistema de guiado inercial que les permite memorizar la dirección del radar, así aunque este se apague el misil continua su ataque. De todos modos el misil tiene pocas posibilidades de impacto si el radar se apaga poco después de haber sido disparado. Así que cuanto más tiempo esté apagado un radar mayor será el error en el cálculo del rumbo a seguir por el misil. Por ello el misil ALARM tiene un modo de acecho para estos casos, al perder la señal el motor se para y se despliega un paracaídas que le hace descender lentamente hasta que el radar vuelve a funcionar, entonces el misil reacciona encendiendo de nuevo su cohete. A pesar de impedir la destrucción solo el apagado del radar durante intervalos de tiempo ya puede ser una victoria para el misil si durante ese tiempo los aviones de ataque realizan su misión sin ser derribados. 
Ejemplos de misiles ARM son el DRDO Anti-Radiation Missile de India y el MAR-1 brasileño.